# Tenpey Nyima (gyaltsab rinpoche)
Tenpey Nyima (1877-1901) was een Tibetaans tulku. Hij was de tiende gyaltsab rinpoche, een van de vier belangrijkste geestelijk leiders van de karma kagyütraditie in het Tibetaans boeddhisme.
Tenpey Nyima stond bekend als een meditatiemeester, net als meerdere van zijn voorgangers en zijn opvolger.